# Тисемсилт (покрајина)
Тисемсилт (арап. ولاية تسمسيلت), једна је од 48 покрајина у Народној Демократској Републици Алжир. Покрајина се налази у западном делу земље у планинском појасу венца Атласа.
Покрајина Тисемсилт покрива укупну површину од 3.152 km² и има 296.366 становника (подаци из 2008. године). Највећи град и административни центар покрајине је град Тисемсилт.